# Warren Cuccurullo
Warren Bruce Cuccurullo (født 8. december 1956 i Brooklyn) er en amerikansk rockmusiker og guitarist, som arbejde sammen med Frank Zappa. I starten af 1980'erne dannede han New Wave-gruppen Missing Persons sammen med trommeslageren Terry Bozzio og sangerinden Dale Bozzio. I 1986 opløstes Missing Persons, og da Andy Taylor samtidig forlod Duran Duran tog Warren kontakt til bandet. Det resulterede i at han medvirkede som sessionmusiker på albummene Notorious fra 1986 og Big Thing fra 1988 inden han sammen med Sterling Campbell blev fast medlem i 1989. Warren var medlem af bandet indtil 2001 hvor han forlod bandet for at gendanne Missing Persons, samtidig med at Andy Taylor, John Taylor og Roger Taylor vendte tilbage til Duran Duran.